# Conversas Secretas
Conversas Secretas foi um programa de entrevistas transmitida na SIC, entre 1996 e 1998, apresentado por Armando Baptista-Bastos.